# Rabølsund
Rabølsund (dansk) eller Rabelsund (tysk) er et smalt sund i Slien lidt nord for byen Kappel. Sundet har en bredde på cirka 300 meter. Med 22 meter findes her også fjordens dybeste punkt. Bæltet har sit navn efter landsbyen Rabøl i Angel.
Rabølsund er også navnet på en lille bebyggelse ved dens nordlige bred. Ved sundets sydlige bred i Svans ligger Ellebjerg Skov, som tilhører Kappel Kommune. Frem til 1962 var der en færgeforbindelse over farvandet mellem Rabølsund og Ellebjergskov .